# 풀렌도르프

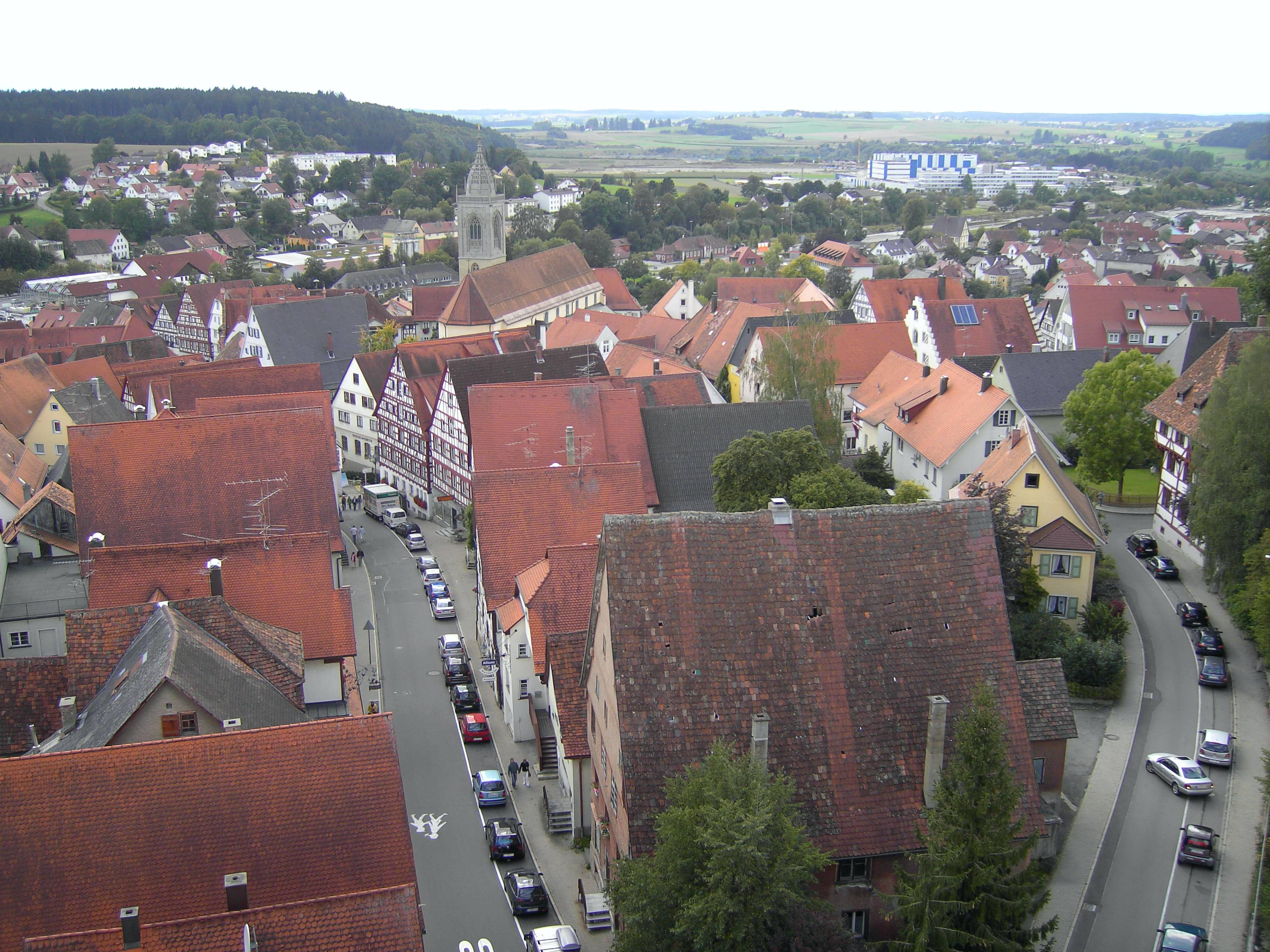
풀렌도르프

풀렌도르프(독일어: Pfullendorf)는 독일 서남부 바덴뷔르템베르크주에 있는 도시이다. 인구 13,065명(2010년).
보덴호 북쪽 25km 지점에 있으며, 부근은 라인강 수계와 도나우강 수계의 경계 지점이다. 알레마니족이 처음 세웠고, 1220년 신성 로마 제국의 자유 제국 도시가 되었다. 중세 시대의 여러 전쟁과 재난의 피해를 별로 받지 않아 옛 건물이 잘 보존되어 있다. 1803년 바덴에 귀속되었고, 이후 지역 행정 중심지였다가 1973년부터 지크마링겐이 군청 소재지인 지크마링겐 군에 속하고 있다.